# سیارک ۹۶۹۱
سیارک ۹۶۹۱ (به انگلیسی: 9691 Zwaan، نامگذاری:6053P-L) نه هزار و ششصد و نود و یکمین سیارک کشف شده‌است که در ۲۴ سپتامبر ۱۹۶۰ کشف شد.
قدر مطلق سیارک برابر ۱۴٫۵۰ است.